# Матович, Игор
И́гор Ма́тович (словац. Igor Matovič; род. 11 мая 1973, Трнава) — словацкий государственный деятель. Основатель и лидер право-консервативной партии «Обычные люди» (ОЛ). В прошлом — вице-премьер и министр финансов (2021—2022), премьер-министр Словакии (2020—2021), депутат Национального совета (2010—2020).
По итогам парламентских выборов 12 июня 2010 года, в которых участвовал в списке «Свободы и солидарности» (SaS), впервые избран депутатом Национального совета.
Партия Матовича «Обычные люди» победила на парламентских выборах 29 февраля 2020 года.
21 марта 2020 года Матович стал премьер-министром. В марте 2021 года была организована тайная поставка российской вакцины «Спутник V» в Словакию. Это вызвало коалиционный кризис, в результате которого премьер-министр Матович ушёл в отставку, что повлекло за собой отставку всего правительства. Президент Словакии Зузана Чапутова поручила сформировать новое правительство министру финансов Эдуарду Хегеру, в правительстве которого Матович получил портфель вице-премьера и министра финансов. 15 декабря Национальный совет Словакии выразил недоверие правительству Хегера. Зузана Чапутова приняла отставку правительства и поручила ему продолжать исполнять обязанности до назначения нового кабинета министров. 23 декабря Зузана Чапутова уволила Матовича, формально отменив его назначение.
3 марта 2021 года Матович в шутку пообещал передать России Закарпатскую Украину в обмен на партию вакцины от ковида. После этой шутки он уточнил, что существует ошибочное мнение о нежелательности договорённостей с Россией в данном вопросе. Министерство иностранных дел Украины потребовало от Матовича официальных извинений за неудачную шутку.